# NGC 4775
NGC 4775 (Caldwell 94) est une petite galaxie spirale située dans la constellation de la Vierge. Sa vitesse par rapport au fond diffus cosmologique est de 1 902 ± 23 km/s, ce qui correspond à une distance de Hubble de 28,05 ± 1,99 Mpc (∼91,5 millions d'al). NGC 4775 a été découverte par l'astronome germano-britannique William Herschel en 1784.
La classe de luminosité de NGC 4775 est IV et elle présente une large raie HI.

## Morphologie

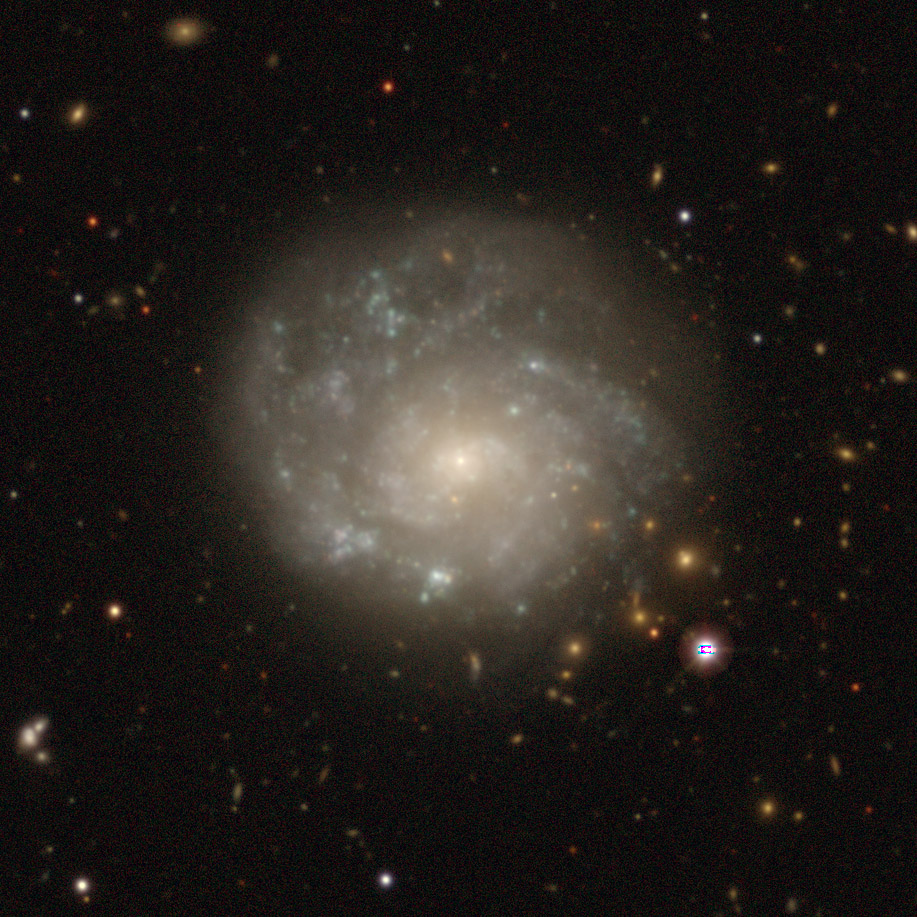
NGC 4775 par le projet « Legacy Surveys DR10 ».

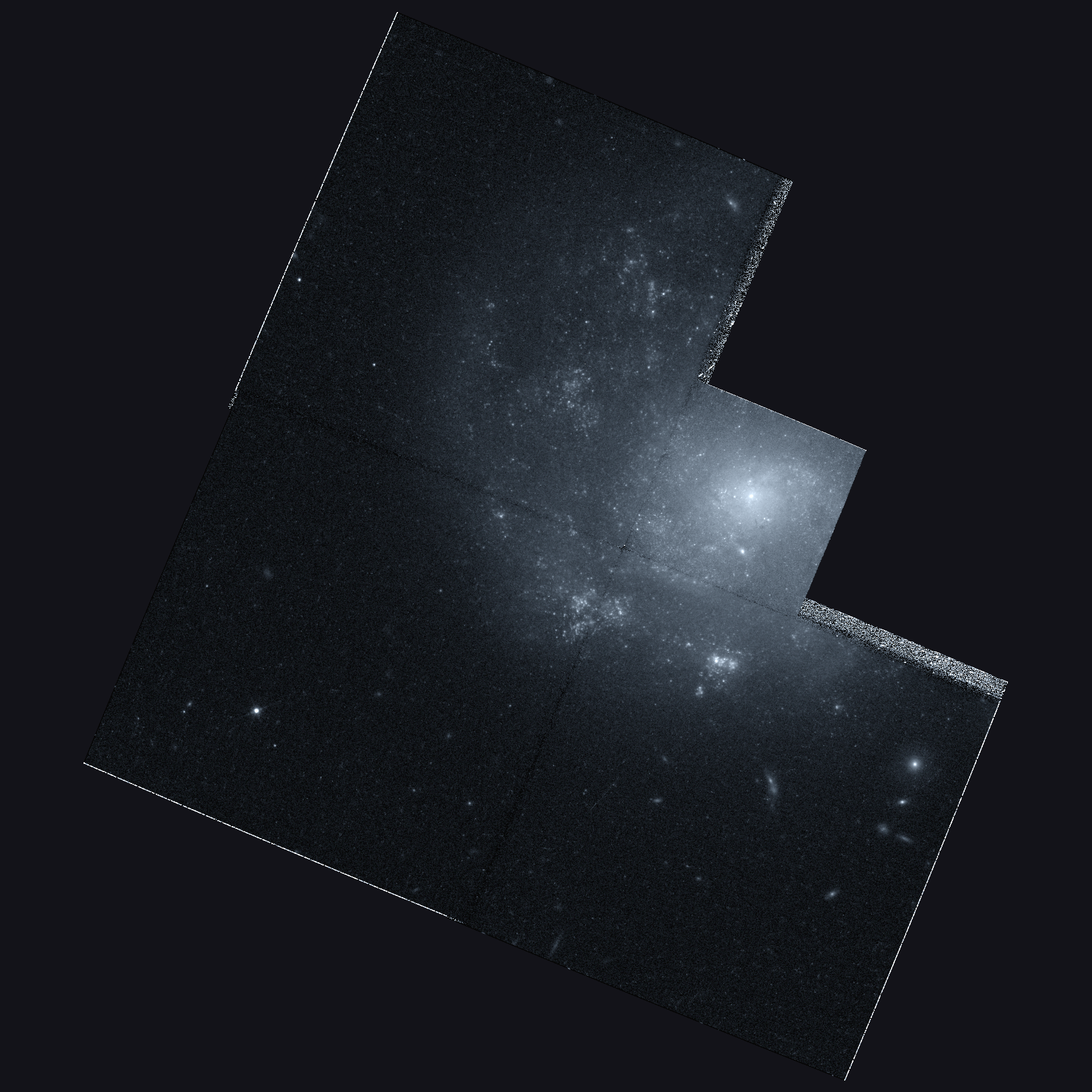
NGC 4775 par le télescope spatial Hubble.

NGC 4775 a été utilisée par Gérard de Vaucouleurs comme une galaxie de type morphologique SA(s)d dans son atlas des galaxies,.
Eskridge, Frogel et Pogge ont publié un article en 2002 décrivant la morphologie de 205 galaxies spirales ou lenticulaires rapprochées. Les observations ont été réalisées dans la bande H de l'infrarouge et dans la bande B (le bleu). Selon Eskridge et ses collègues, NGC 4775 est de type Sd dans la bande B et dans la bande H. bulbe de NGC 4775 est petit et elliptique. Le disque est irrégulier, sans motif spiralé évident. Le motif spiralé dans le disque externe est de faible luminosité et asymétrique. Le bras dominant est très ouvert large et diffus. Il prend naissance sur le côté sud-est du disque et s’incurve vers le nord-ouest. Ce bras est visible sur environ 180°. Le bras qui prend naissance du côté nord-ouest du disque montre une brillance de surface plus élevée, mais il est très court et trapu. Des nœuds évidents sont présents dans les bras et dans le disque.

## Distance de NGC 4775
À ce jour, quatre mesures non basées sur le décalage vers le rouge (redshift) donnent une distance de 16,275 ± 7,316 Mpc (∼53,1 millions d'al), ce qui est à l'extérieur des valeurs de la distance de Hubble. Notons que c'est avec la valeur moyenne des mesures indépendantes, lorsqu'elles existent, que la base de données NASA/IPAC calcule le diamètre d'une galaxie.
Toutes les galaxies du groupe de NGC 4697, à l'exception de deux (UGCA 310 et MCG -1-33-82) présentent des distances de Hubble qui sont supérieures aux distances obtenues par des méthodes indépendantes du décalage vers le rouge. La distance de Hubble moyenne des galaxies est égale à 25,3 ± 2,5 Mpc (∼82,5 millions d'al) et celle des 15 galaxies qui ont trois mesures indépendantes et plus est de 17,4 ± 4,1 Mpc (∼56,8 millions d'al). Selon ces deux valeurs, ce groupe se dirige vers le centre de l'amas de la Vierge en direction opposée de la Voie lactée.

## Groupe de NGC 4697
NGC 4775 fait partie du groupe de NGC 4697. Ce groupe de galaxies compte au moins 19 galaxies dont NGC 4697, NGC 4731, NGC 4941, NGC 4948, NGC 4951, NGC 4958 et IC 3908.
Le groupe de NGC 4697 fait partie de l'amas de la Vierge.